# Sassafras mauritiana
Sassafras mauritiana là loài thực vật có hoa trong họ Nguyệt quế. Loài này được Bojer miêu tả khoa học đầu tiên năm 1873.